# Selección de fútbol de Chechenia
La Selección de fútbol de Chechenia es el equipo representativo de esta región rusa a nivel internacional. Chechenia es un miembro provisional a la NF-Board, pero no es miembro de la FIFA ni de la UEFA, así que sus partidos no son reconocidos por esas entidades y no puede participar en los torneos que organizan.

## Desempeño en competiciones
| Año       | Posición   | PJ        | PG        | PE        | PP        | GF        | GC        |
| Copa UNPO | Copa UNPO  | Copa UNPO | Copa UNPO | Copa UNPO | Copa UNPO | Copa UNPO | Copa UNPO |
| --------- | ---------- | --------- | --------- | --------- | --------- | --------- | --------- |
| 2005      | Subcampeón | 2         | 0         | 1         | 1         | 3         | 5         |
| 2017      | ?          | ?         | ?         | ?         | ?         | ?         | ?         |
| Total     | 1/2        | 2         | 0         | 1         | 1         | 3         | 5         |